# Peru preto caipira
Peru preto caipira é uma variedade de peru surgida no Brasil e presente no sudoeste da Bahia.

## História
O peru é uma ave nativa das florestas da América do Norte e das florestas da Península de Iucatã que foi domesticado há muito tempo. Em dado momento, foi introduzido no Brasil para fins de produção de carne e formou-se, no sudoeste da Bahia, uma variedade de peru com características próprias encontrada no interior baiano sendo criado por pequenos produtores rurais ou em fazendas, que o professor o Dr. Ronaldo Vasconcelos - professor, pesquisador e extensionista da Universidade Estadual do Sudoeste da Bahia - Coordenador do Laboratório Experimental de Avicultura - está lutando para que seja reconhecida com ampliação da sua criação, multiplicação, conservação e reconhecimento como raça de peru de origem brasileira, material genético adaptado as condições locais nacionais.

## Características raciais
O peru preto caipira chama a atenção pela uniformidade de sua plumagem, de cor preta, sendo que uma minoria de machos podem apresentar uma mancha branca na ponta da cauda.
Apresenta bom desempenho, o frango pode ser abatido com 90 dias por volta dos 3 quilos ou um pouco mais. Nesta idade possui a carne tenra e macia, além do que este peso é muito interessante para fins de consumo doméstico ou comercialização.
Não é das raças mais pesadas, contudo o peso é interessante para fins de criação famíliar e por ter seu peso menor que outras raças (algumas atingindo 20 quilos para os machos ou mais) exige menos insumos, além de ser uma raça muito bem adaptada em uma região de transição entre a mata atlântica e a caatinga.
A fêmea adulta pesa entre 7 e 8,5 quilos, o macho pesa por volta de 11 quilos. Seu crescimento é muito rápido e é muito resistente.

## Importância econômica e familiar
As raças ou linhagens exóticas ou estrangeiras de animais, muitas vezes não conseguem se adaptar bem a determinadas regiões e suas peculiaridades de clima e bioma, muitas das quais dependem de muito insumos e consequentemente apresentam elevados custos de produção. Já no caso da peru preto caipira, por já ser adaptado às condições de criação tradicionais, se torna uma alternativa mais viável para criação de famílias e pequenos produtores rurais pelo seu custo mais baixo de manutenção. Além disto o comércio destes animais é muito mais comum no interior e movimenta a economia local, levando meios de subsistência a pequenos produtores rurais, sendo parte da cultura local a criação delas.

## Melhoramentos genéticos
O peru preto caipira tem passado por vários estudos para primeiro se identificar os indivíduos que compõem o fenótipo que o caracteriza como raça, para posteriormente passar por um processo de melhoramento genético, se necessário.